# Bill Barber
Bill Barber, rodným jménem William Charles Barber, (* 11. července 1952) je bývalý kanadský lední hokejista. Po dobu dvanácti sezón působil jako útočník klubu Philadelphia Flyers (první byla sezóna 1972/1973). Účastnil se také Kanadského poháru v roce 1976, včetně finálového zápasu proti Československu. Aktivní kariéru ukončil v roce 1984 kvůli operaci kolene. Následujícího roku působil jako trenér týmu Hershey Bears.